# Алисън Краус
Алисън Мария Краус (на английски: Alison Maria Krauss) е американска кънтри, поп и R&B певица, която е известна в музикалните среди с богатата си самостоятелна блуграс кънтри кариера, както и с участието си в групата „Alison Krauss and Union Station“ (AKUS).

## Творческа биография
Родена е в град Дъкейтер (Decatur), окръг Мейкън, Илинойс, САЩ в семейството на Фред и Луиз Краус. Баща ѝ е германски имигрант, пристигнал в САЩ през 1952 г. и преподавал родния си немски език. Майка ѝ е от германско-италиански произход, дъщеря на музиканти.
Алисън израства в колежанския град Шампейн. Започва да изучава класическа цигулка на 5-годишна възраст, но по-късно се ориентира към блуграс-музиката. На осемгодишна възраст започва да участва в местните конкурси за таланти, а на десет години вече има собствена група.
Алисън Краус навлиза в музикалната индустрия още когато е на десетгодишна възраст, печелейки конкурси на местно ниво, а по-късно тя прави и първия си запис. На 13 години печели фестивала „Fiddle Championship“, а във фестивалите „Walnut Valley“ и „Society for Preservation of Bluegrass“ я обявяват за най-обещаващия талант в Средния запад. Списанието „Vanity Fair“ пише за Алисън Краус, че тя е един обещаващ млад музикален виртуоз.
Подписва контракт с „Rounder Records“ през 1985 г. и издава своя първи солов албум през 1987 г. През същата година е поканена да се присъедини към бандата, с която е по-известна в наши дни – „Alison Krauss and Union Station“ (AKUS), а през 1989 г. издава първия си албум заедно с тях като група. Членове на AKUS са Алисън Краус – вокал пиано цигулка, Лари Атамануик – барабани, перкусии, Бари Балес – бас китара, Рон Блок – китара банджо, Джери Дъглас – акустична китара, Дан Тимински – китара, мандолина. Тя е издала общо в своята кариера 14 албума, като много от нейните песни участват в саундтракове.
С богатата си дискография Алисън Краус е спомогнала за подновяване на интереса и по-голяма популярност към блуграс музиката в САЩ. По време на първия за нея конкурс за наградите Грами през 1991 г. Алисън Краус е втората най-млада победителка. Този факт по-късно неизменно я довежда до номинацията и спечелването на наградата „Academy Awards“ през 2004 г. До 2018 г. тя печели 27 награди „Грами“ от 42 номинации, което я прави най-отличения жив получател и най-печелившата певица в историята на наградите Грами.

## Дискография
Студийни албуми
- 1985 Different Strokes
- 1987 Too Late to Cry
- 1989 Two Highways (с Union Station)
- 1990 I've Got That Old Feeling
- 1992 Every Time You Say Goodbye (с Union Station)
- 1994 I Know Who Holds Tomorrow (с The Cox Family)
- 1997 So Long So Wrong (с Union Station)
- 1999 Forget About It
- 2001 New Favorite (с Union Station)
- 2004 Lonely Runs Both Ways (с Union Station)
- 2007 Raising Sand (с Robert Plant)
- 2011 Paper Airplane (с Union Station)
- 2017 Windy City

## Филмография
| година | заглавие               | роля              | бележки                       |
| ------ | ---------------------- | ----------------- | ----------------------------- |
| 1997   | Annabelle's Wish       | допълнителен глас | само гласово участие          |
| 2000   | Down from the Mountain | себе си           | Документален и концертен филм |
| 2002   | Eight Crazy Nights     | Дженифър          | Само пеещ глас                |

| година | заглавие              | роля       | бележки                            |
| ------ | --------------------- | ---------- | ---------------------------------- |
| 1991   | Hee Haw               | себе си    | епизод № 22 и 21                   |
| 1996   | Austin City Limits    | себе си    | 5 епизода 1996 – 2005              |
| 1997   | Miracle on Highway 31 | себе си    | Телевизионен филм                  |
| 2005   | Sesame Street         | себе си    | в епизод на „American Fruit Stand“ |
| 2006   | CMT Cross Country     | изпълнител | с Vince Gill                       |
| 2008   | CMT Crossroads        | изпълнител | с Robert Plant                     |

## Признание
Алисън Краус е спечелила рекордните 27 награди „Грами“ в хода на кариерата си като соло изпълнител, с Union Station, в дует с Робърт Плант и като звукозаписен продуцент. Изпреварвайки дори Арета Франклин за най-много женски победи за наградата Грами, тя също така е спечелила и 14 международни блуграс музикални награди, 9 музикални награди на кънтри-асоциацията, 2 госпъл награди, 2 музикални награди на списанието Music City News, 2 награди на Академията за кънтри музика и канадска награда за кънтри музика.
На 76-ите награди на Академията през февруари 2004 г. Алисън Краус изпълнява две номинирани песни от саундтрака Cold Mountain. През май 2012 г. Алисън Краус получава почетен докторат по музика от Музикалния колеж в Бъркли, САЩ.

## Личен живот
От 1997 до 2001 г. Краус е омъжена за музиканта Пат Бергесон. Синът им Сам е роден през юли 1999 г.